# 광주광역시경찰청
광주광역시경찰청(光州廣域市警察廳, Gwangju Metropolitan Police Agency)은 광주광역시의 치안에 관한 사무를 관장하는 기관이다. 청장은 치안감으로 보한다.

## 연혁
- 2007년: 광주광역시지방경찰청 설치
- 2021년 1월 1일: 자치경찰제 도입에 따라 광주광역시경찰청으로 변경

### 역대 청장
- 1대: 하옥현 (2007년 7월 2일 ~ 2007년 10월 15일)
- 2대: 최병민 (2007년 11월 27일 ~ 2009년 3월 11일)
- 3대: 김남성 (2009년 3월 12일 ~ 2010년 1월 7일)
- 4대: 이송범 (2010년 1월 8일 ~ 2010년 5월 25일)
- 5대: 양성철 (2010년 6월 9일 ~ 2011년 1월 14일)
- 6대: 이금형 (2011년 5월 4일 ~ 2012년 10월 29일)
- 7대: 안재경 (2012년 10월 30일 ~ 2013년 4월 1일)
- 8대: 정순도 (2013년 4월 11일 ~ 2013년 12월 24일)
- 9대: 장전배 (2013년 12월 26일 ~ 2014년 12월 3일)
- 10대: 최종헌 (2014년 12월 4일 ~ 2015년 12월 28일)
- 11대: 강인철 (2014년 12월 28일 ~ 2016년 11월 30일)
- 12대: 이기창 (2016년 11월 30일 ~ 2017년 7월 28일)
- 13대: 배용주 (2017년 7월 28일 ~ 2018년 7월 30일)
- 14대: 김규현 (2018년 7월 30일 ~ 2019년 7월 3일)
- 15대: 장하연 (2019년 7월 4일 ~ 2020년 1월 15일)
- 16대: 최관호 (2020년 1월 16일 ~ 2020년 8월 4일)
- 17대: 김교태 (2020년 8월 5일 ~ 2021년 7월 12일)
- 18대: 김준철 (2021년 7월 13일 ~ 2022년 6월 21일)
- 19대: 임용환 (2022년 6월 22일 ~ 2023년 10월 29일)
- 20대: 한창훈 (2023년 10월 30일 ~ 2024년 8월 16일)
- 21대: 박성주 (2024년 8월 16일 ~ 2025년 6월 29일)

## 조직
청장
- 청문감사담당관
- 홍보담당관
- 직할대
  - 기동대
  - 경찰특공대

| - 1부장 - 경무과 - 정보화장비과 - 정보과 - 보안과 | - 2부장 - 생활안전과 - 112종합상황실 - 여성청소년과 - 수사과 - 형사과 - 경비교통과 - U대회 기획단 |

## 경찰관서
- 광주동부경찰서
- 광주남부경찰서
- 광주북부경찰서
- 광주광산경찰서
- 광주서부경찰서
- 광주중부경찰서[2]